# قطعنامه ۴۲۶ شورای امنیت
قطعنامه ۴۲۶ شورای امنیت سازمان ملل متحد که در تاریخ ۱۹ مارس ۱۹۷۸ تصویب شد، سندی بین‌المللی دربارهٔ اسرائیل-لبنان است. این قطعنامه طی نشست ۲٬۰۷۵ام با ۱۲ موافق، ۰ مخالف و ۲ ممتنع تصویب شد.